# Макалу-Барун (национальный парк)
Макалу-Барун (непальск. मकालु-बरूण राष्ट्रिय निकुञ्ज) — национальный парк в Непале, в Гималаях.
Был основан в 1992 году как восточное продолжение парка Сагарматха. Площадь парка составляет 1500 км²; площадь буферной зоны, примыкающей к южной и юго-восточной границам парка — 830 км². В административном отношении расположен в районах Солукхумбу и Санкхувасабха.
Парк простирается примерно на 66 км с запада на восток и на 44 км с севера на юг. В пределах парка находятся такие горные вершины, как Макалу (8463 м), Чамланг (7319 м), Барунце (7129 м) и Мера (6654 м). Территория парка поднимается от долины реки Арун на юго-востоке, расположенной на отметках 344—377 м над уровнем моря, до более чем 8000 м — в районе вершины Макалу. По китайскую сторону границы находится заповедник Джомолунгма, примыкающий к парку Макалу-Барун. Парк является частью природоохранной зоны «Священный гималайский пейзаж» (англ. Sacred Himalayan Landscape).
Парк Макалу-Барун характеризуется различными типами леса, которые изменяются от диптерокарповых лесов на высоте 400 м до субальпийских хвойных лесов на высоте 4000 м. Характер лесной растительности зависит от влажности, температуры и толщины снежного покрова на данной высоте или конкретном склоне. Выше отметки 4000 м распространены альпийские луга, а на высоте более 5000 м преобладает каменистый и ледниковый пейзаж с небольшим количеством растительности.
На территории парка обитают 315 видов бабочек, 43 вида пресмыкающихся, 16 видов земноводных и 78 видов рыб. Также, здесь встречаются 440 видов птиц и 88 видов млекопитающих, включая ирбиса, леопарда, дымчатого леопарда, камышового кота, бенгальскую кошку, обыкновенную лисицу, малую панду, гималайского медведя, гульмана, горного резуса, гималайского тара, горала, мунтжака, белку-летягу, пятнистого линзанга, солонгоя и др. В мае 2009 года зоологам впервые удалось заснять кошку Темминка на камеру, установленную в парке на высоте 2517 м (последнее описание этого вида на территории Непала относится к 1831 году).